# 知床五湖
44°07′33.6″N 145°04′52.4″E / 44.126000°N 145.081222°E

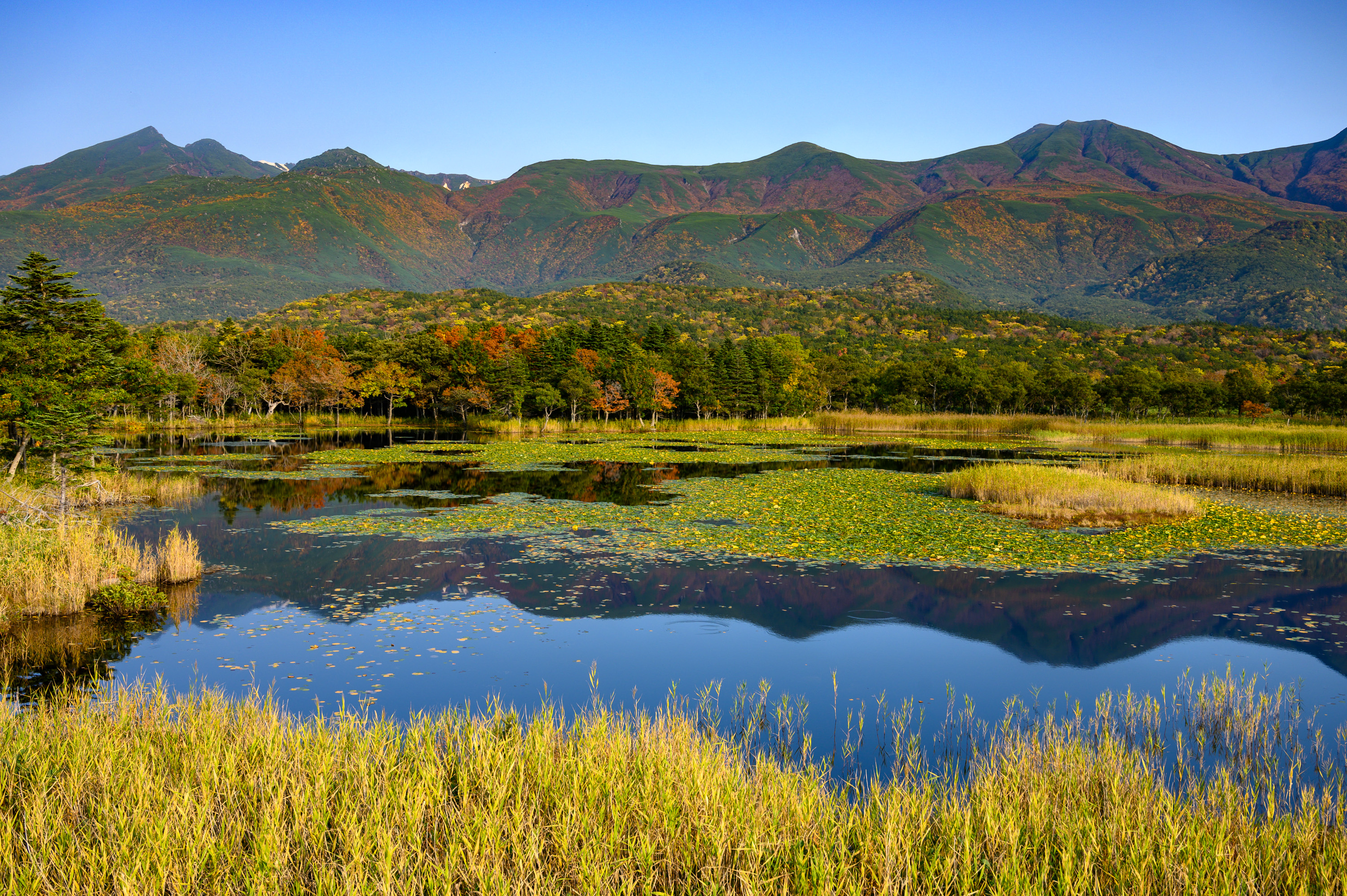
知床一湖與知床山脈

知床五湖（日语：しれとこごこ）是位於日本北海道知床國立公園的五個湖泊的統稱，為知床八景之一，也是知床主要的旅遊景點。五個湖泊過去原本沒有名稱，在成為旅遊景點後直接以數字編號命名為：一湖、二湖、三湖、四湖和五湖。五湖的水源來自知床山脈山上融雪流入地下的地下水。

## 遊覽
由於冬季積雪會影響交通，每年只在四月下旬至11月下旬期間開放；為了為護遊客安全，開放期間每天也限制在7:30至傍晚18:00期間可以進入。
現在在這一地區建有能俯瞰一湖的瞭望台，並且修建了環湖的遊歩道。其中圍繞一湖的遊步道是長達800公尺的高架步道，因為附近的有時會有熊出沒，高架步道兩側還有電網保護，遊客可以自由進入。
但由於前往其他四湖的遊步道位於地面。因此遊客若想遊覽二湖至五湖，視不同季節有不同的規定，在植生保護期和棕熊活動期要遊覽付費由專門的領隊帶領下才能進入；在植生保護期時，每天限制3,000人進入，在棕熊活動期內，每天則限制只能300人進入。

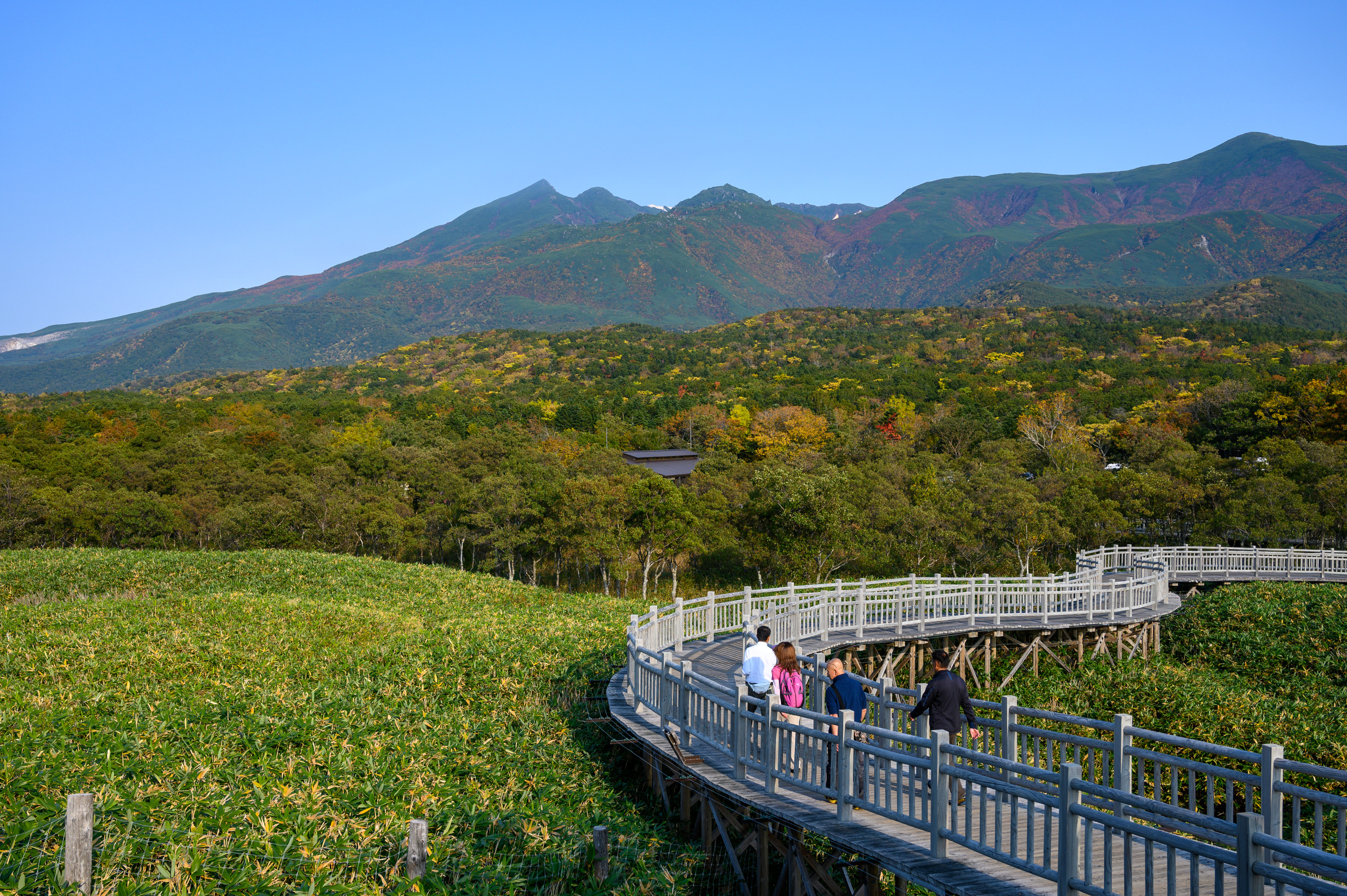
知床五湖的步道

## 画廊

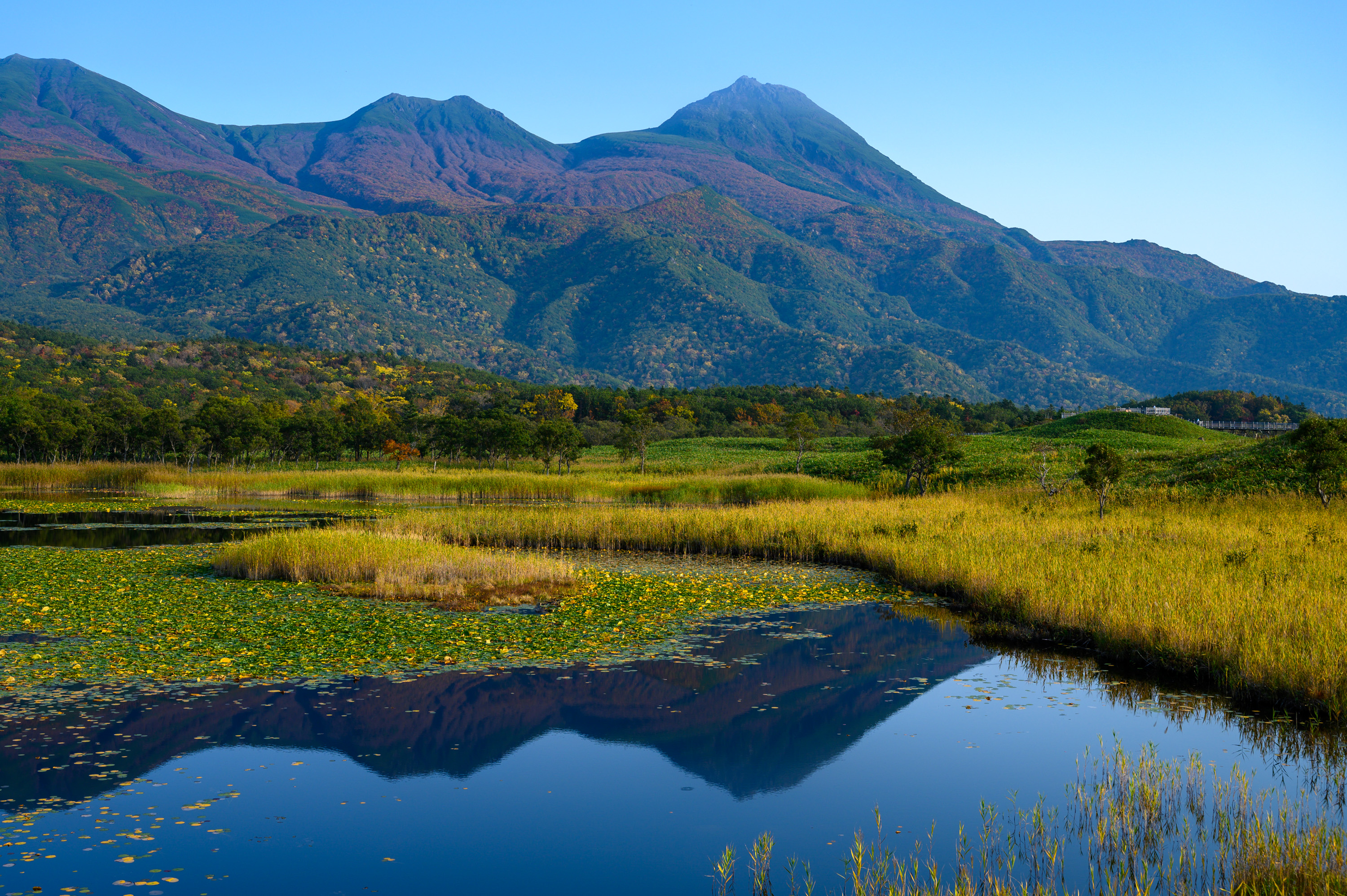
一湖
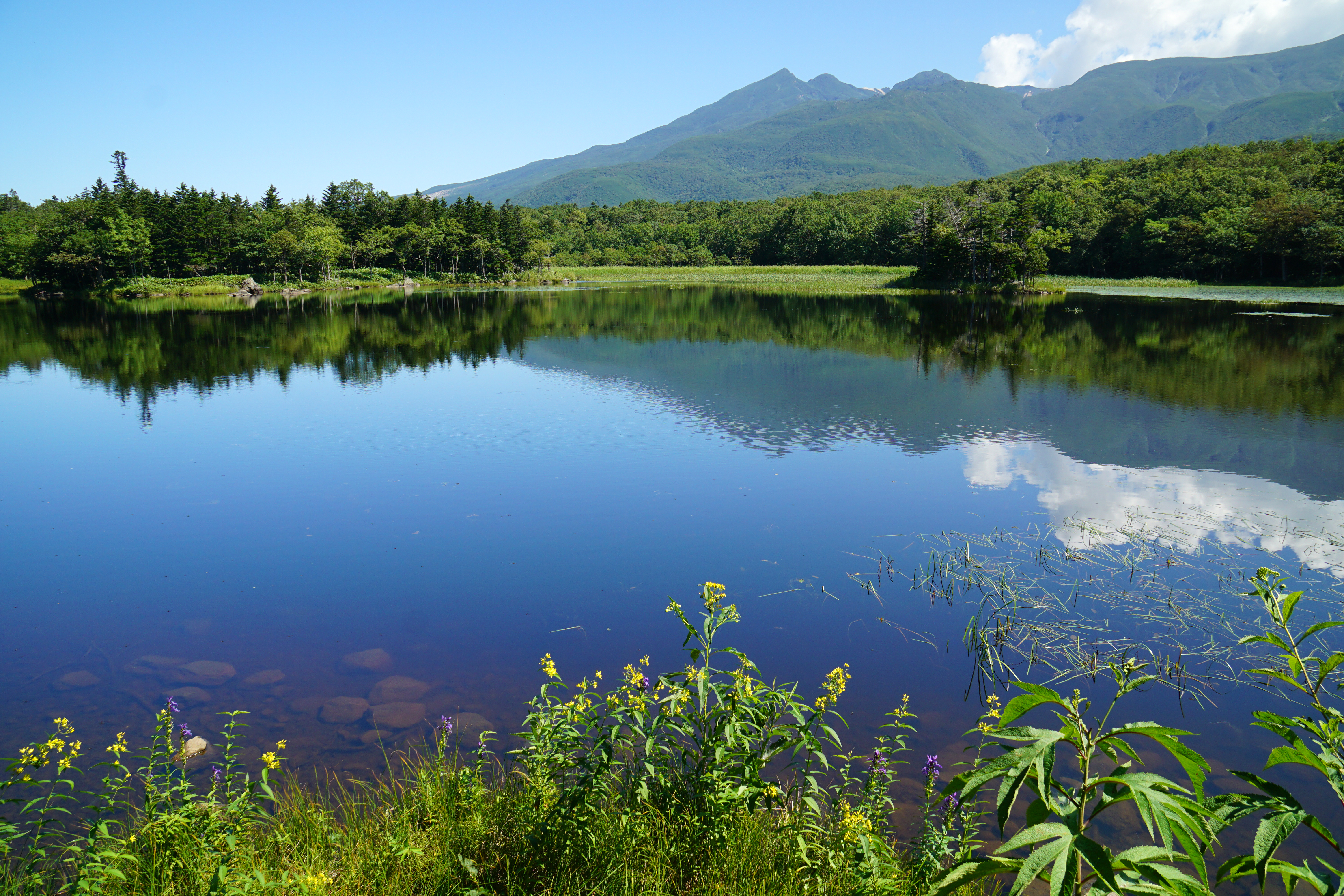
二湖
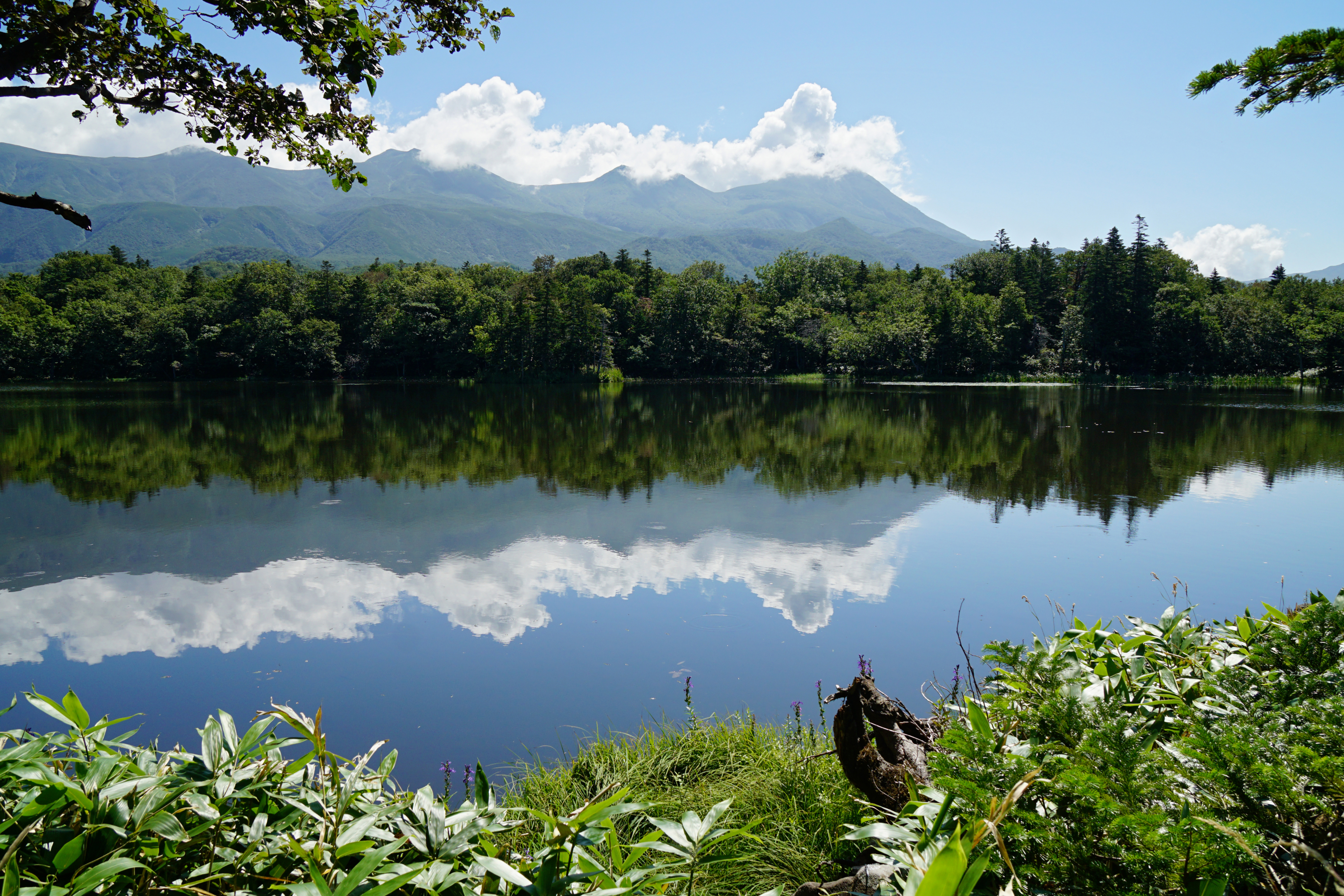
三湖
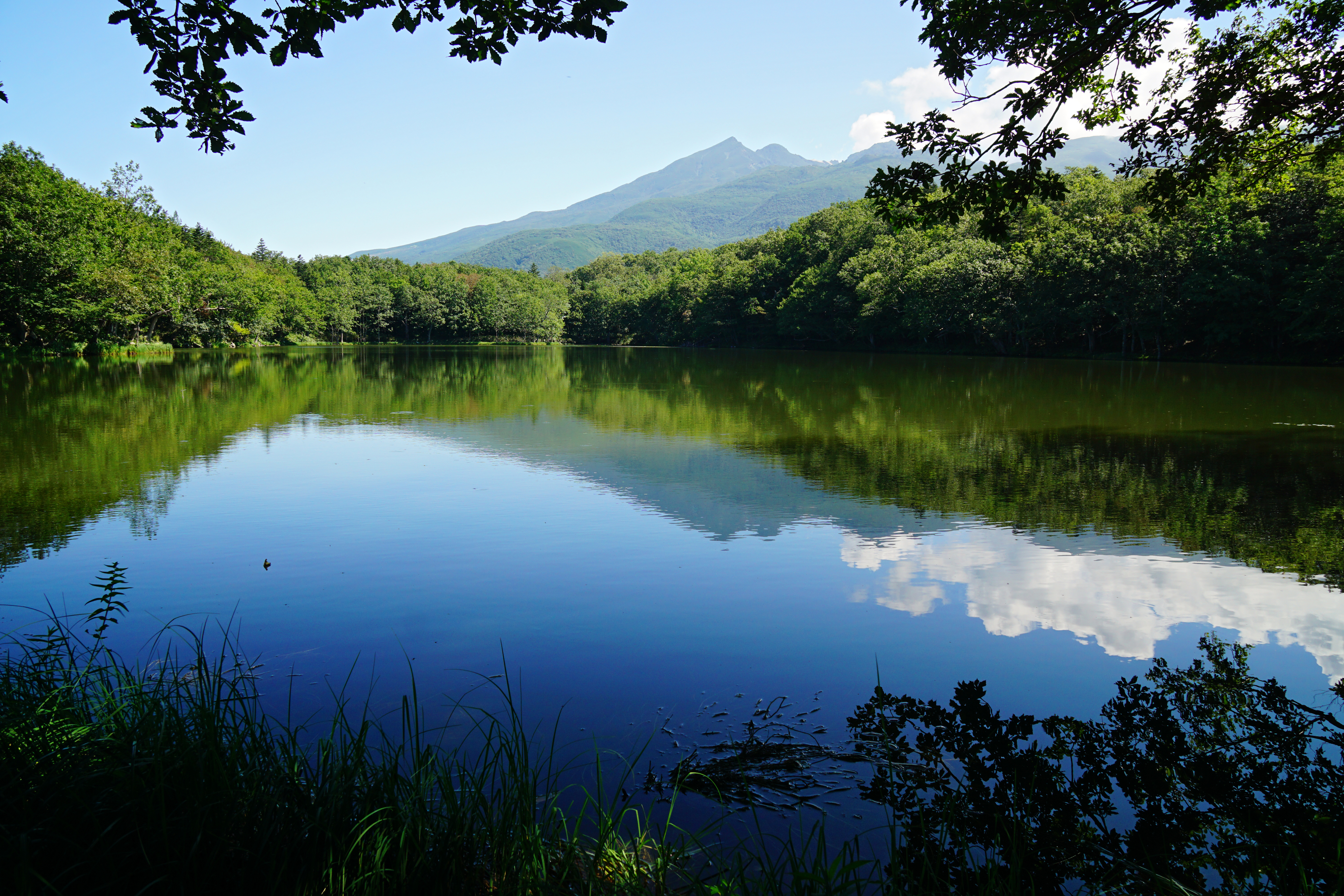
四湖
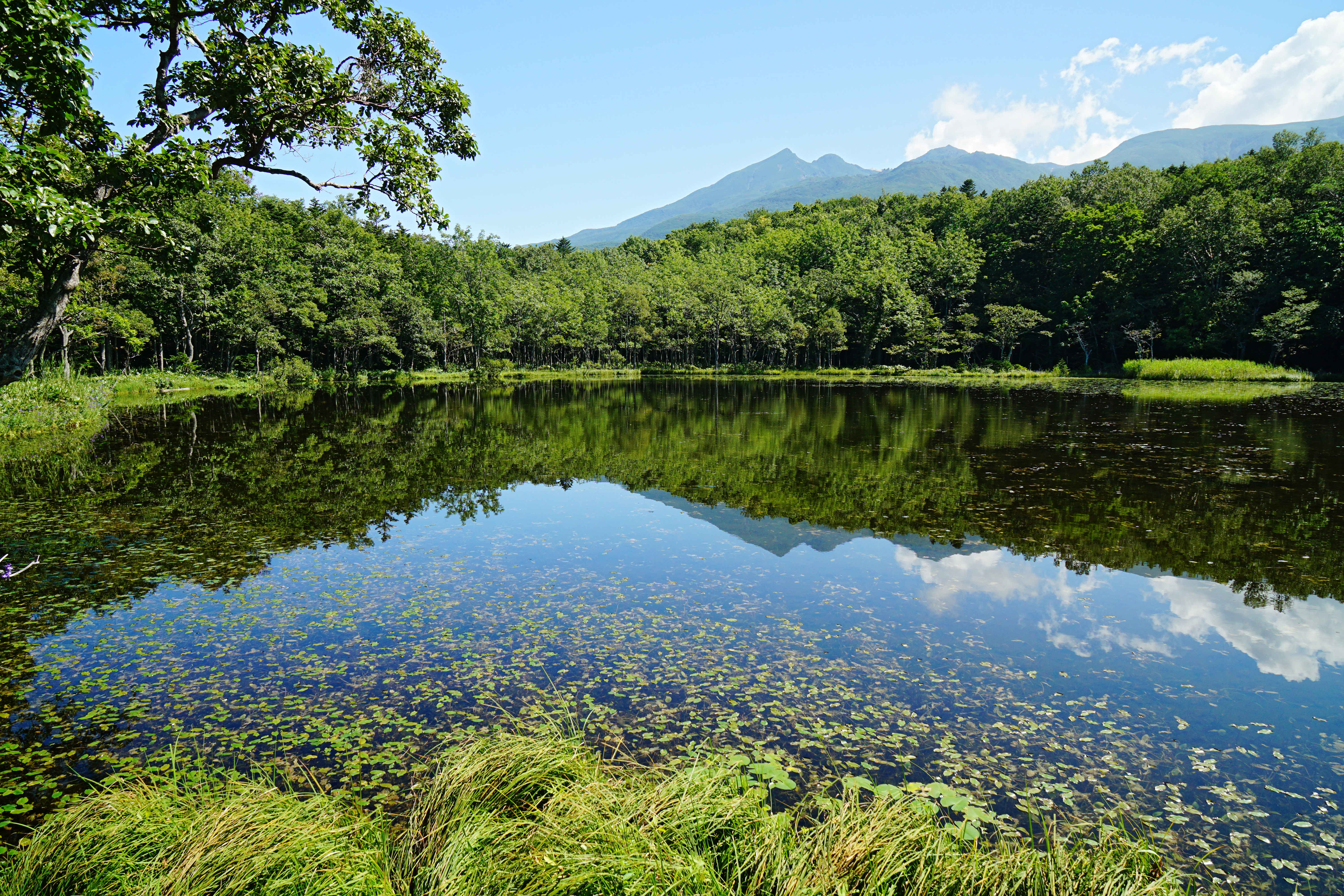
五湖

## 外部連結
- （日語） 知床五湖
  - （繁體中文） 繁體中文網頁
  - （简体中文） 簡體中文網頁